# 西伯利亚军队

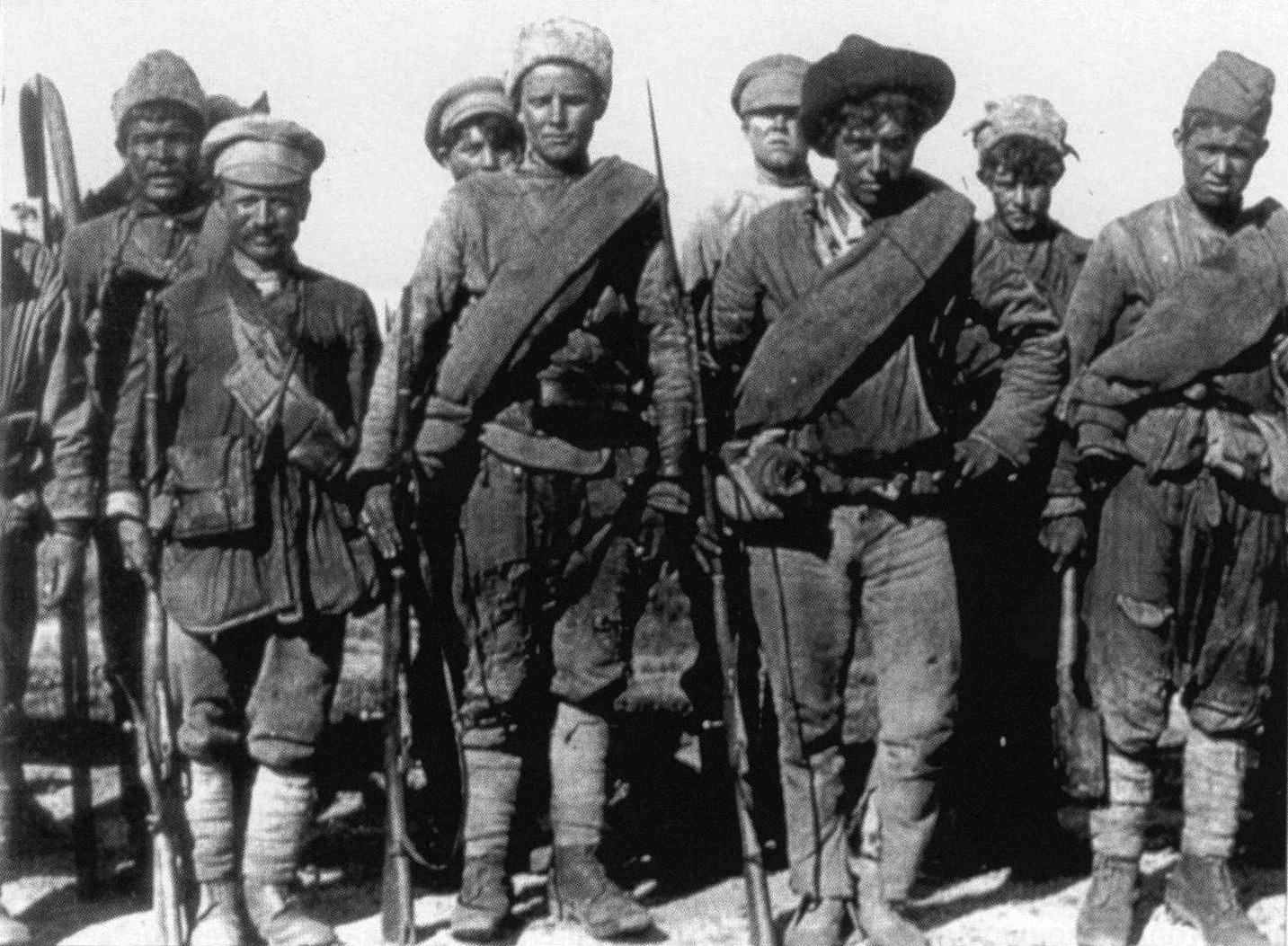
1919年西伯利亚军队的士兵

西伯利亚军队 (羅馬化：Sibirskaya Armiya)是一支在俄罗斯内战期间反布尔什维克的军队，为白军, 1918年6月至1919年7月在西伯利亚和乌拉尔地区作战。

## 历史背景
布尔什维克在彼得格勒夺取政权后，1917年12月7日在托木斯克召开了全西伯利亚代表特别大会。这个由社会革命党主导的大会拒绝承认布尔什维克政权的合法性和其颁布的法令，并在12月15日的一次会议上呼吁召开一个"社会主义的 “西伯利亚地区杜马会议”，并任命了一个对杜马负责的西伯利亚临时委员会，它将“作为临时政府之功能”，杜马会议的召开时间定在1918年1月8日。
结果，杜马会议无法按在大会规定的日期如期召开，因为没有达到法定人数，其要求至少有三分之一的代表，即93人出席。许多代表已经被当地布尔什维克逮捕；其他代表未能到达托木斯克参加会议。
三周后，在1月28-29日的晚上，大约40名代表被召集后成功举行会议。他们选出了一个被称为西伯利亚自治临时政府（PGAS）的政府，由年轻的社会革命党人皮奥特·德尔伯任主席，社会革命党的阿卡迪·克拉科维茨基上校被任命为战争部长；他的任务是在西伯利亚镇压布尔什维克的叛乱。

## 西伯利亚军队的建立

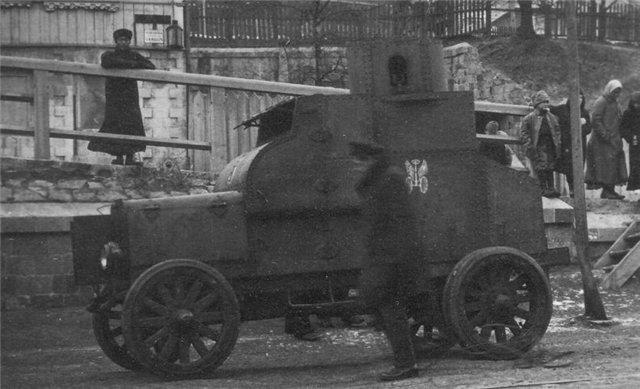
一辆西伯利亚军队的装甲车

1918年5月捷克斯洛伐克军团的叛乱，改变了西伯利亚的局势。5月25日，军团占领了馬林斯克，第二天占领了车里雅宾斯克和新尼古拉耶夫斯克。5月28日，A.格里申-阿尔马佐夫来到新尼古拉耶夫斯克，宣布自己为西伯利亚军区所有部队的指挥官。当时，西伯利亚临时政府的大部分成员（包括德伯和克拉科维茨基）都在符拉迪沃斯托克；因此，将军们觉得有必要建立一个没有社会革命党人的新政府。5月30日，在新尼古拉耶夫斯克举行了一次会议，即“西伯利亚临时政府代表委员会"，该委员会组织了临时西伯利亚委员会。
1918年6月12日，格里申·阿尔马佐夫下令将西西伯利亚军区参谋部（位于鄂木斯克）改名为西西伯利亚独立军参谋部。参谋部的成员是旧俄罗斯帝国陆军的军官，所以不再有被废黜的社会革命党的影响。
1918年6月30日，西西伯利亚委员会将其权力移交给彼得·沃洛戈茨基领导的西西伯利亚临时政府（PSG）即鄂木斯克西伯利亚政府并与符拉迪沃斯托克的西伯利亚政府对峙且互不承认。格里申·阿尔马佐夫被任命为陆军部长。

## 西伯利亚军队的组织结构

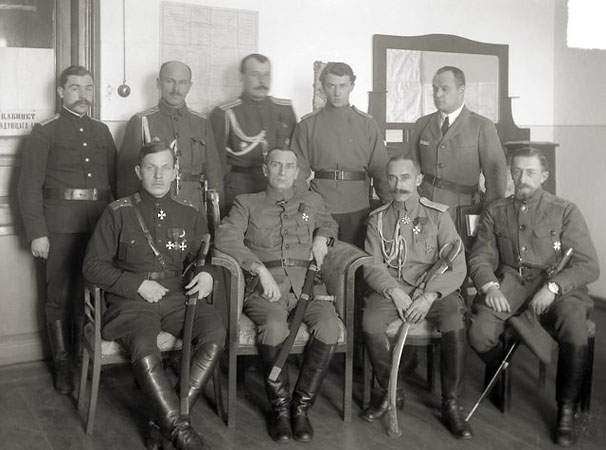
1919年西伯利亚军队的主要将领的合照，从左到右依次是拉多拉·盖达, 亚历山大·高尔察克, 鲍里斯·博戈斯洛夫斯基 、谢尔盖·多蒙特罗维奇

1918年8月，西伯利亚军队有三个军团，共有，23147名步兵，14888名骑兵和22224名非武装的志愿者。
- 西伯利亚草原军团（总部设在鄂木斯克，由帕维尔·伊万诺夫·里诺夫上校指挥）。
- 中西伯利亚军团（总部设在新尼古拉耶夫斯克，由阿纳托利·佩佩利亚耶夫中校指挥）。
- 乌拉尔军团（总部设在车里雅宾斯克，由米哈伊尔·汉津上校指挥）被成立并组织。

起初，西伯利亚军队由志愿军组成，但后来很快发现，为了建立一支真正的军队，有必要组织征兵计划。于是，征兵工作于1918年8月25日开始，到1918年10月，西伯利亚军队有10754名军官和173 843名士兵。其最终被划分为五个军团。
- 第一中西伯利亚军
- 第二西伯利亚草原军
- 第三乌拉尔军
- 第四东西伯利亚军（总部设在伊尔库茨克，由亚历山大·埃勒兹·乌索夫少校指挥）。
- 第五阿穆尔军团（总部设在哈巴罗夫斯克，由格里戈里·謝苗諾夫少校指挥）。

在1918年夏天，当时俄罗斯东部地区的主要白军军事力量是捷克斯洛伐克军团。
1918年7月13日在车里雅宾斯克举行的会议期间，决定在任命驻俄的盟军总司令之前，前线的西伯利亚部队由捷克斯洛伐克军团团长弗拉基米尔·肖科罗夫少将指挥（他在第一次世界大战期间是俄军的军官）。
夏末，当西伯利亚军队力量变得更加强大，肖科罗夫被捷克斯洛伐克军团团长扬·西罗维取代后，西伯利亚军队和捷克斯洛伐克军团之间的关系开始变得紧张起来。

## 西伯利亚军队的重组

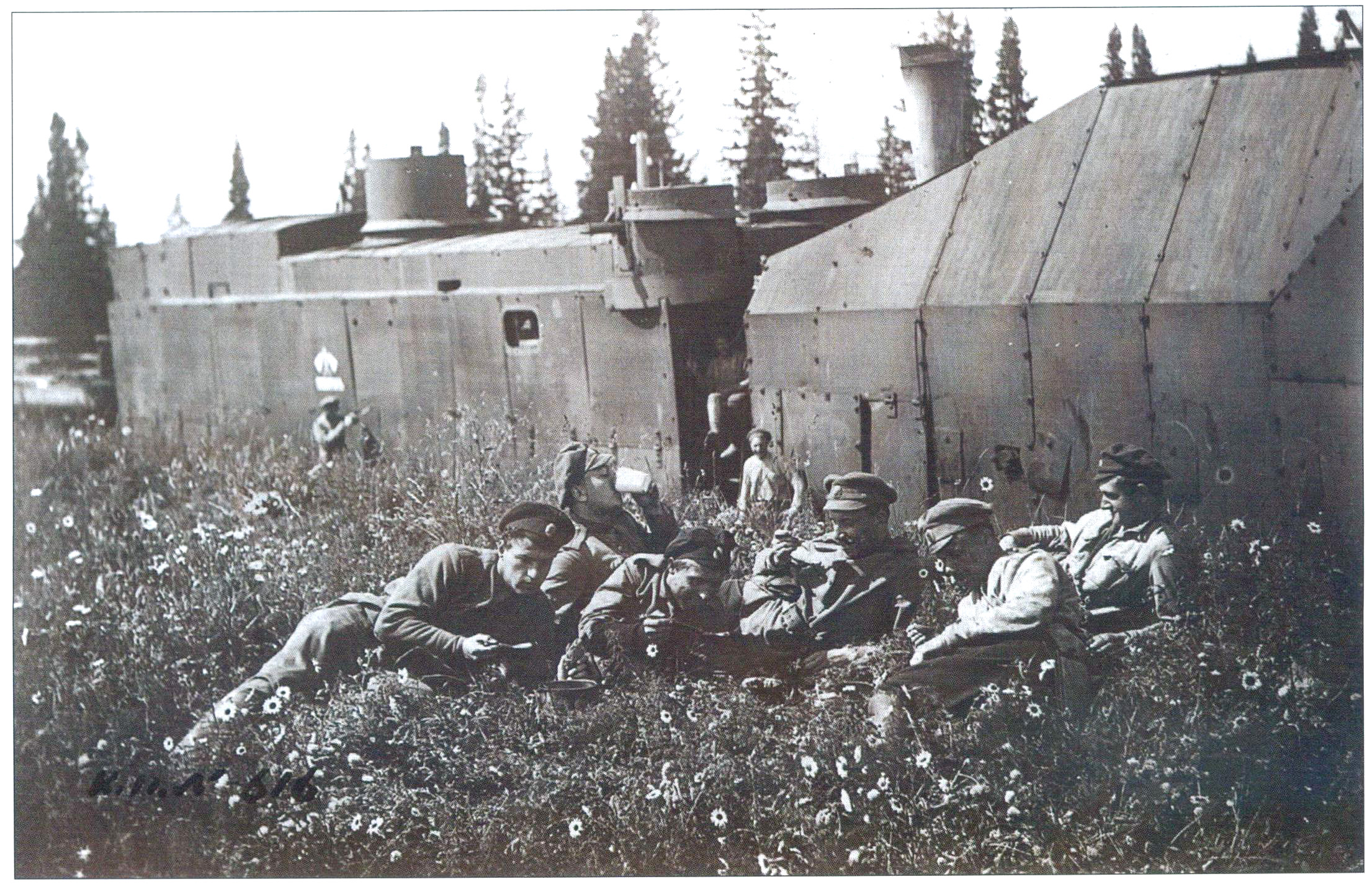
一辆西伯利亚军队的装甲车停车时乘员则在一旁休息，高尔察克军队的宣传照片

1918年9月，在乌法的会议期间，会议上决定西伯利亚自治临时政府和捷克斯洛伐克占领的位于萨马哈的制宪会议成员委员会应统一为全俄临时政府，由尼古拉·阿夫克谢耶夫担任其首脑。瓦西里·波尔迪列夫中将取代扬·西罗维成为驻俄盟军首脑。而帕维尔·伊万诺夫·里诺夫成为新的战争部长和西伯利亚军队的新统帅。波尔迪列夫将俄国东部的所有白军部队改为三个战线。
- 西线
- 西南战线
- 西伯利亚战线

伊万诺夫·里诺夫将成为整个西伯利亚战线的总司令。
1918年11月的军事政变后，亚历山大·高尔察克上将宣布自己为全俄最高统治者，波尔迪列夫被迫移居。1918年12月，科尔恰克解散了旧的西伯利亚军队，并在叶卡捷琳堡集团军（包括西伯利亚军队的第1和第3军团以及其他一些部队）的基础上建立了一个新的军队，由拉多拉·加伊达任司令。另外还成立了三支独立军团。
- 西部军，由萨马拉和卡姆斯卡亚集团军，第3和第6乌拉尔军团组成，由米哈伊尔·汉津将军统领。

- 奥伦堡独立军，在西南线部队的基础上，由亚历山大·杜托夫统领。

- 第二草原西伯利亚军团，从西伯利亚战线的部队改编而来，由布尔热佐夫斯基将军担任指挥官。

1919年7月，在白軍春季攻勢和东线反攻之后，现由米哈伊爾·季捷里赫斯指挥的西伯利亚军被划分为
- 第1军（秋明方向，由阿纳托利·佩佩利亚耶夫指挥）
- 第二军（库尔干方向，由康斯坦丁·阿金提耶夫斯基指挥）。

他们与康斯坦丁·萨哈罗夫的第3军一起，组成了白军东线之力量。在几次被反攻的红军击溃后，东部战线基溃，军队在1919年11月解散。西伯利亚军队的最后一支部队撤退到外贝加尔。地区，并被编入远东军团。